# Тони Мартин (певец, США)
То́ни Ма́ртин (англ. Tony Martin; настоящее имя Элвин Моррис; 25 декабря 1913 года, Сан-Франциско — 27 июля 2012 года, Лос-Анджелес) — американский певец и актёр, супруг актрисы и танцовщицы Сид Чарисс, с которой прожил в браке 60 лет.
Происходил из еврейской семьи, эмигрировавшей в США из Восточной Европы. Его отцом был Эдвард Кларенс Моррис. Когда Элвину было 6 лет, мать вышла замуж за Мейера Майерса. Вырос в Окленде; в период обучения в школе и колледже пел, был основателем собственной музыкальной группы, играл на саксофоне в оркестре. После окончания колледжа отправился в Голливуд, надеясь стать актёром; тогда же придумал себе сценический псевдоним Тони Мартин. С середины 1930-х годов начал петь в музыкальных фильмах, заключив в 1936 году контракт со студией 20th Century Fox. Активно снимаясь, одновременно выступал в мюзиклах до конца 1950-х годов.
Во время Второй мировой войны формально проходил службу в составе ВМС. В 1954—1956 годах вёл собственное шоу на телевидении. В 1963 году открыл собственный ночной клуб, где выступал вместе с женой, актрисой Сид Чарисс. Гастролировал с ней за рубежом. В 1976 году супруги издали совместную автобиографию «The Two of Us».
Умер 27 июля 2012 года от естественных причин.